# Sigmund Jähn
Sigmund Werner Paul Jähn (Morgenröthe-Rautenkranz, 13 febbraio 1937 – Strausberg, 21 settembre 2019) è stato un astronauta e militare tedesco che in rappresentanza della Germania Est partecipò alla prima missione spaziale Intercosmos con equipaggi del Patto di Varsavia.
Ciò ne fece il primo tedesco ad andare nello spazio; al momento della morte era l'unico cittadino ex-DDR superstite insignito dell'onorificenza di Eroe della Repubblica Democratica Tedesca.

## Biografia
Nato nell'allora Germania nazista, dopo la guerra crebbe nella neonata Repubblica Democratica Tedesca.
Dopo aver terminato la scuola dell'obbligo nel 1951, svolse l'apprendistato da tipografo fino al 1955.
Successivamente prestò servizio militare nell'aeronautica militare.
Verso la fine del suo periodo di leva divenne controllore di volo nelle basi dell'aeronautica militare sovietica site nel territorio della Germania Est.
Negli anni dal 1966 al 1970 si diplomò in fisica e scienze militari presso l'accademia Jurij Gagarin dell'aeronautica militare sovietica di Monino.
Dal 1970 al 1976 Jähn fu ispettore dell'addestramento degli aspiranti piloti di aerei caccia e per la sicurezza di volo all'interno dell'Alto Comando delle forze dell'aeronautica militare della DDR.
A partire dal 1976 venne preparato per un volo nello spazio nell'ambito del programma Intercosmos, che riuniva i paesi del patto di Varsavia.
La preparazione si svolse presso il centro di addestramento cosmonauti sovietici "Juri Gagarin" di Città delle Stelle.
Come sua riserva venne selezionato Eberhard Köllner.
Il 26 agosto 1978 il tenente colonnello Jähn decollò quale cittadino della DDR a bordo della Sojuz 31 sovietica insieme al cosmonauta sovietico Valerij Fëdorovič Bykovskij verso la stazione spaziale Saljut 6.
La missione durò 7 giorni, 20 ore, 49 minuti e 4 secondi, descrivendo 125 orbite terrestri, durante le quali Jähn eseguì molteplici esperimenti di carattere scientifico, usando tra l'altro la fotocamera multispettrale modello "MKF 6" per il telerilevamento terrestre, nonché vari esperimenti relativi alla composizione di materiali, per l'analisi della formazione di cristalli, dello sviluppo di varie forme e per la ricristallizzazione come pure per la creazione artificiale di un monocristallo. Esperimenti di carattere medico, analisi degli effetti dell'assenza di forza di gravità sulle capacità di espressione, ricerche sulla psicologia lavorativa, analisi della sensibilità dell'udito dell'equipaggio base della stazione spaziale, esperimenti di carattere biologico per l'osservazione della crescita delle celle in uno stato di assenza di forza di gravità nonché del collegamento di microrganismo con polimeri organici e stoffe anorganiche completarono il lavoro di Jähn a bordo della Saljut 6.
Terminata la missione, Jähn si imbarcò sulla Sojuz 29 (la Sojuz 31 rimase agganciata alla stazione spaziale quale capsula di ritorno per l'equipaggio base) per il rientro sulla terra, che si rivelò problematico: il touchdown fu molto duro e il mancato distacco dei paracadute fece sì che la capsula venne lungamente sballottata nella steppa. Il cosmonauta tedesco riportò problemi permanenti alla colonna vertebrale.
Alla missione nello spazio di Jähn venne dato largo spazio nei media della Germania Est ed ovviamente la stessa fu ampiamente festeggiata, in particolar modo, dato che la DDR, cioè lo Stato tedesco più piccolo dei due (generalmente pure considerato quello "inferiore"), poteva dimostrare suo il "primo tedesco nello spazio". L'evidenziazione della "tedeschità" di Jähn, in un'epoca nella quale i rapporti ufficiali parlavano unicamente di Germania Est e Ovest, fu rimarchevole e significativa: dopo un periodo prolungato di congelamento dei rapporti intergermanici, fu la prima volta in cui si fece riferimento al concetto di "Germania" nella sua integralità.
Al suo ritorno in patria, Jähn venne promosso colonnello e decorato del titolo onorario di "Eroe della DDR" ed "Eroe dell'Unione Sovietica". Nel "boschetto dei cosmonauti" (Hain der Kosmonauten) che si trova davanti all'osservatorio "Archenhold" di Berlino (ai tempi Berlino Est) venne posto un busto fatto a sua immagine. Gli vennero intitolate scuole e centri ricreativi nella DDR. Un anno dopo il suo storico volo venne allestita a Morgenröthe-Rautenkranz, il suo paese natale, una mostra permanente relativa a questa missione. Negli anni 1991/1992 tale mostra è stata decisamente ampliata e venne ribattezzata Deutsche Raumfahrtausstellung (mostra dell'esplorazione spaziale tedesca).
Nel 1983 conseguì il dottorato di ricerca presso l'Istituto centrale della fisica terrestre (Zentralinstitut für Physik der Erde) di Potsdam nel campo del telerilevamento della Terra.
Dal 1990 tornò a collaborare con il Centro di addestramento cosmonauti Jurij Gagarin come consulente su incarico del Centro astronauti dell'Agenzia spaziale tedesca (Deutsches Zentrum für Luft- und Raumfahrt-DLR); dal 1993 ebbe analogo incarico per l'ESA (European Space Agency - Agenzia Spaziale Europea).
Ritiratosi dal lavoro, Jähn visse con la moglie (da cui ebbe due figli) a Strausberg, una cittadina di circa 27 000 abitanti nel Märkisch-Oderland (Brandeburgo), vicino a Berlino.
Nel 2001 l'asteroide 17737 venne nominato in suo onore.

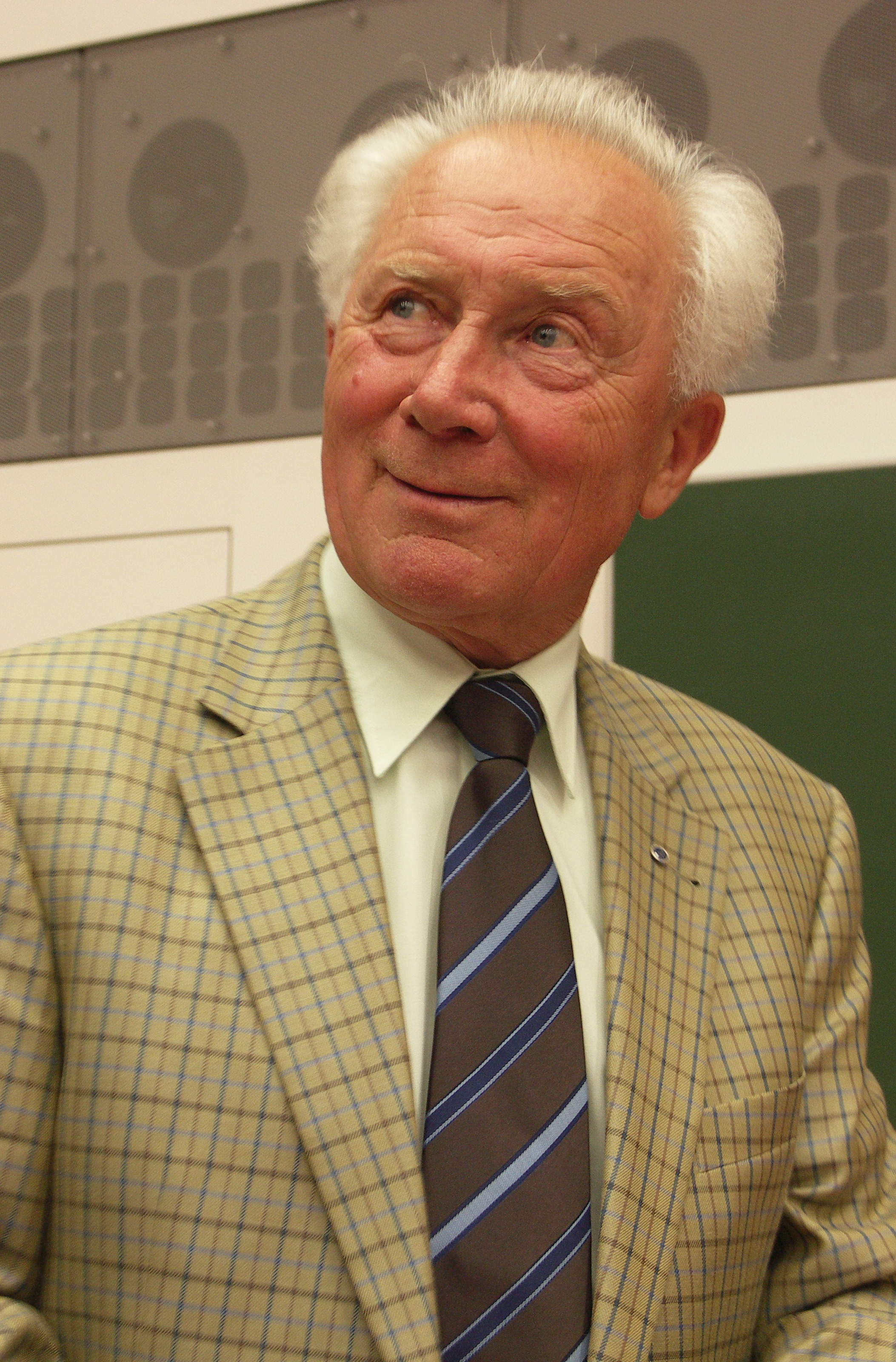
Sigmund Jähn nel 2009.

Jähn è rappresentato nel film Good Bye, Lenin! del 2003: all'inizio viene citata la sua impresa il giorno in cui la madre di Alex subisce un interrogatorio, poi verso la fine del film Alex e Denis trovano un tassista che gli somiglia e decidono di farlo diventare un finto presidente del consiglio della DDR ormai morta.
È scomparso il 21 settembre 2019, all'età di 82 anni.

## Citazioni
- Sigmund Jähn, verso la fine degli anni 90 in un'intervista per la radio:

- Sigmund Jähn nel 1998 durante un'intervista con il settimanale "SUPERillu":

- Sigmund Jähn in occasione di una relazione tenuta nel 2005 presso il DLR: